# Nino Haase

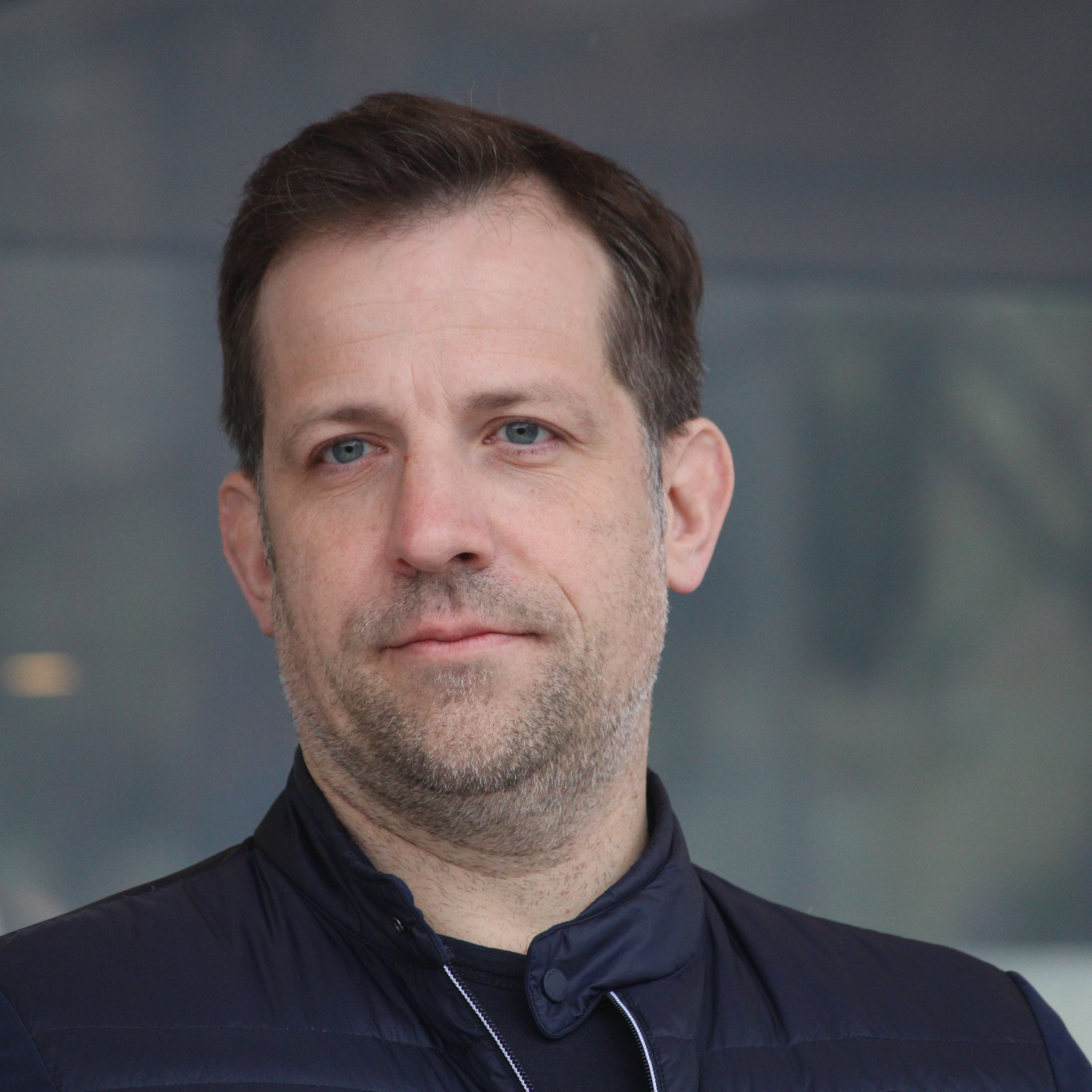
Nino Haase, 2024

Nino Hans-Georg Haase (* 14. April 1983 in Dresden) ist ein deutscher Politiker (parteilos) und ehemaliger Rugbyspieler. Er wurde in der Stichwahl am 5. März 2023 zum Oberbürgermeister von Mainz gewählt und am 22. März 2023 in dieses Amt eingeführt.

## Lebenslauf

### Werdegang und berufliche Karriere
1984 wurden Haases Eltern von der DDR ausgebürgert. Er wuchs im hessischen Obertshausen auf. 2002 machte er sein Abitur an der Claus-von-Stauffenberg-Schule in Rodgau-Dudenhofen. Danach begann er an der Johannes Gutenberg-Universität Mainz ein Studium in Chemie, das er 2009 mit einer Diplomarbeit am Max-Planck-Institut für Polymerforschung (MPI-P) in Mainz über das Thema Substituierte Hexa-peri-hexabenzocoronene und deren Phasenverhalten abschloss. Anschließend arbeitete er von April 2009 bis September 2011 als wissenschaftlicher Mitarbeiter am MPI-P, um eine Dissertation über organische Halbleiter anzufertigen. Dieses Vorhaben brach er jedoch ab.
In der Nacht zum 24. Mai 2009 gewann Haase in der 17. Ausgabe der Fernsehsendung Schlag den Raab 3 Millionen Euro. Es war zum damaligen Zeitpunkt der höchste Jackpot der Sendung gewesen. Bei dem Hörfunksender Antenne Mainz absolvierte er von Januar 2012 bis April 2013 ein Rundfunkvolontariat. Von November 2013 bis Dezember 2016 war er wissenschaftlicher Mitarbeiter an der Universität Augsburg im Graduiertenkolleg „Ressourcenstrategische Konzepte für zukunftsfähige Energiesysteme“. Im Januar 2017 wurde Haase einer der Geschäftsführer des Mainzer Startup-Unternehmens Thesius. Er blieb bei dem Unternehmen bis zu dessen Übernahme Anfang 2018 durch die persona Service AG. Von Februar 2020 bis März 2023 war er Geschäftsführer der Hygreen GmbH in Mainz, eines Unternehmens, das Haushaltsreiniger herstellt.

### Rugbyspieler
Haase begann 2000 bei der TGS Hausen mit dem Rugby. Später wechselte er zum Rugby Club Mainz. Mit dem Verein stieg er reformbedingt 2012 in die 1. Rugby-Bundesliga auf. Er spielte auf der Position Innendreiviertel und hatte zu seiner aktiven Zeit bei 1,83 m Körpergröße ein Gewicht von 93 kg. In den beiden Spielzeiten 2012/13 und 2013/14 kam er auf insgesamt 8 Bundesligaeinsätze. 2013 stieg er mit dem RC Mainz in die 2. Bundesliga ab und wechselte danach zum Münchner RFC. Nach der Saison 2015/16  beendete er seine aktive Rugby-Laufbahn.

### Politisches Engagement
2018 war Haase Gründer der Bürgerinitiative Gutenberg-Museum, die mit dem ersten Bürgerentscheid in der Geschichte der Stadt Mainz den Entwurf für den Bibelturm, als Neubau für das Gutenberg-Museum in Mainz, am 15. April 2018 mit 77,3 Prozent Nein-Stimmen verhinderte.
Anfang 2019 stellte er sich als parteiloser Kandidat für die Oberbürgermeisterwahl auf, CDU, ÖDP und Freie Wähler schlossen sich später dieser Nominierung an. Im ersten Wahlgang am 27. Oktober 2019 holte Haase 32,4 Prozent der abgegebenen Stimmen, vor Tabea Rößner von den Grünen. Damit trat er in einer Stichwahl gegen den Amtsinhaber Michael Ebling (SPD) an, unterlag aber mit einem Stimmenanteil von 44,8 Prozent.
Bei der Wahl zum Mainzer Oberbürgermeister 2023 trat Haase als unabhängiger Kandidat erneut an. Unterstützt wurde er dabei von der ÖDP und den Freien Wählern. Die Wahl wurde notwendig, da Michael Ebling im Oktober 2022 das Amt des rheinland-pfälzischen Innenministers übernommen hatte. Im ersten Wahlgang erhielt Haase als parteiloser Kandidat mit 40,2 Prozent gegen sechs Mitbewerber der Parteien (SPD, CDU, FDP, Die Linke, Grüne und Die PARTEI) die meisten Stimmen. Die zweitmeisten Stimmen erhielt mit 21,5 Prozent Christian Viering von den Grünen. Bei der Stichwahl gegen Viering am 5. März 2023 wurde er mit 63,6 Prozent der Stimmen zum neuen Oberbürgermeister gewählt. Am 22. März 2023 wurde Haase im Rahmen einer Stadtratssitzung als Oberbürgermeister vereidigt und trat sein Amt an.

## Privates
Seine Mutter ist die Chemielaborantin Karina Döbert-Haase. Sie ist CDU-Mitglied und Mitglied im Stadtrat von Obertshausen. Sein Vater ist Ingenieur. Nino Haase hat noch zwei jüngere Geschwister, sein Bruder Robert ist ehemaliger Rugby-Nationalspieler. Seine Schwester Sarina Haase ist Journalistin und Moderatorin bei YOU FM, Hessischer Rundfunk.
Haase ist verheiratet mit Mandy geb. Schönfelder, und hat aus einer vorherigen Beziehung einen Sohn.
Haase ist Alter Herr der Studentenverbindung VDSt Königsberg-Mainz im Verband der Vereine Deutscher Studenten.